# Christian Heinrich Wilhelm von Arnstedt
Christian Heinrich Wilhelm von Arnstedt (* 6. Dezember 1713 auf Klingen; † 14. März 1785 in Potsdam) war ein preußischer Oberst und Kommandeur des Kürassierregiment Nr. 2 sowie Hofmarschall des Kronprinzen Friedrich Wilhelm. Er war auch Herr auf Großwerther, Lenz und Faulenbenz.

## Leben

### Herkunft
Seine Eltern waren der hessen-kasselsche Oberstleutnant Wilhelm Christian von Arnstedt (* 29. Dezember 1665; † 28. August 1726) und dessen Ehefrau Gertraud, geborene von Uder (* 15. Mai 1683; † 19. Februar 1755) aus dem Schwarzburgischen. Der Kammerdirektor Carl Adrian von Arnstedt (1716–1800) war sein Bruder.

### Militärlaufbahn
Ab 1726 besuchte Arnstedt das Kadettenhaus in Berlin und kam 1730 als Standartenjunker in das Kürassierregiment Nr. 2. 1737 wurde er Kornett. Im Ersten Schlesischen Krieg kämpfte Arnstedt in der Schlacht bei Chotusitz und wurde 1741 Leutnant. Im Zweiten Schlesischen Krieg nahm er an den Schlachten bei Hohenfriedberg und Soor teil. 1745 wurde er Stabsrittmeister und im Jahr darauf Rittmeister. 1747 erhielt er den Orden Pour le Mérite. Im Jahr 1755 wurde er zum Major befördert. Im Siebenjährigen Krieg kämpfte er bei Lobositz, Kolin, Breslau, Zorndorf, Liegnitz, Torgau und Reichenbach, wobei er in Zorndorf verwundet wurde. In der Zeit wurde er 1760 zum Regimentskommandeur ernannt und zum Oberstleutnant befördert. 1761 erhielt er das Lehen Mildenitz in Pommern vom König zum Geschenk.
Nach dem Krieg erhielt Arnstedt 1768 seinen Abschied und eine Pension von 700 Talern. Dann wurde er aber zum Oberhofmeister des Prinzen von Preußen ernannt. Er blieb auf dieser Stelle bis zu seinem Tod. Der Oberst Ernst Ludwig von Pfuhl wurde sein Nachfolger.

### Familie
Arnstedt heiratete 1746 Albertine Henriette Karoline von Geuder genannt Rabensteiner (1725–1803). Sie war die einzige Tochter des Hofmarschalls Freiherrn Johann Georg von Geuder genannt Rabensteiner († 26. März 1746). Das Paar hatte mehrere Kinder:
- Wilhelm Albrecht (* 10. August 1751; † 2. August 1817), Herr auf Gransee, Oberstleutnant a. D.[4][5]
- Amalie Charlotte Wilhelmine (* 1748; † 19. Juli 1800) ⚭ 1765 Karl Ludwig von Goetzen (1733–1789)
- Caroline Henriette († 1786)[6] ⚭ Ernst von Rüchel (1754–1823)